# Predio Tita Mattiussi
El predio Tita Mattiussi es un recinto deportivo ubicado en Sarandí, partido de Avellaneda, Argentina. Es propiedad de Racing Club y está ubicado en las calles Pitágoras y Spurr. Recibe su nombre en honor a la emblemática Tita Mattiussi, quien fuera en su momento encargada de la pensión de las inferiores.
Actualmente es un lugar recurrente de entrenamiento para el primer equipo y principal sede de las divisiones inferiores y el fútbol femenino. 

## Historia

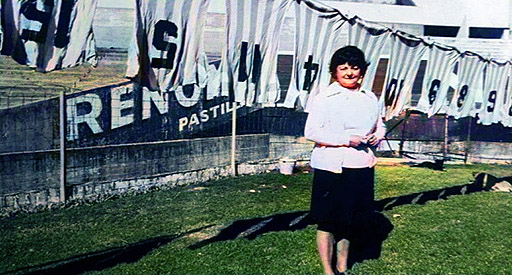
La eterna Elena Margarita Mattiussi.

La década de 1990 fue sinónimo de malas gestiones y deudas para Racing Club. En 1998, tras la asunción de Daniel Lalín,  el club es declarado en quiebra. Por aquellos años los juveniles del equipo no tenían un establecimiento fijo para entrenarse y llevar a cabo sus actividades deportivas. Es por ello que rondaban en zonas como Don Orione, Villa Domínico, Moreno entre otras.
El terreno ubicado en Pitágoras y Spurr anteriormente había pertenecido a Racing tras una cesión gubernamental. Pero por aquellos años se encontraba abandonado y servía como zona de descarga de contenedores. El terreno estaba compuesto por catorce hectáreas, de las cuales seis pertenecían a Ferrocarriles Argentinos y ocho a Racing.
El 8 de septiembre de 1999, un grupo de hinchas —compadeciéndose de la quiebra que atravesaba el club— hizo de ese pantano un terreno cómodo para que sus futbolistas juveniles pudiesen entrenarse. Algunas personalidades con conocimientos en derecho como Luis Otero, constituyeron una mutual para que el progreso de infraestructura no fuese absorbido por las deudas del club. El recinto sería inaugurado oficialmente el 9 de julio de 2000 con dos canchas.
A pesar de que la mutual Racing Club presidida por Luis Otero utilizaba terrenos que anteriormente le pertenecieron al club, el abogado tuvo disputas con la justicia local. En una nota del programa América sea acusó a la asociación de usurpar el terreno a la Regional Sur de la Universidad de Buenos Aires. En este contexto, Otero decidió iniciar acciones judiciales contra estas acusaciones.
El 7 de julio de 2008, tras la desaparición de la empresa interventora Blanquiceleste y la recuperación de la democracia, esa mutual desaparece y los terrenos pasan a estar en manos del club, aunque de manera ilegal porque todavía no tenía las condiciones del uso de ese terreno.
El 20 de marzo de 2018, la comisión directiva de ese entonces liderada por Víctor Blanco como presidente y Diego Milito como mánager llega a un acuerdo con la gobernadora de la Provincia de Buenos Aires, María Eugenia Vidal, por la cesión definitiva de los terrenos y la ampliación de los mismos a través del decreto 212.

## Actividades
- Partidos de las divisiones inferiores del club.[1]
- Partidos del fútbol femenino del club.[1]
- Pruebas para juveniles del club.[1]